# Lieferung (Buchwesen)

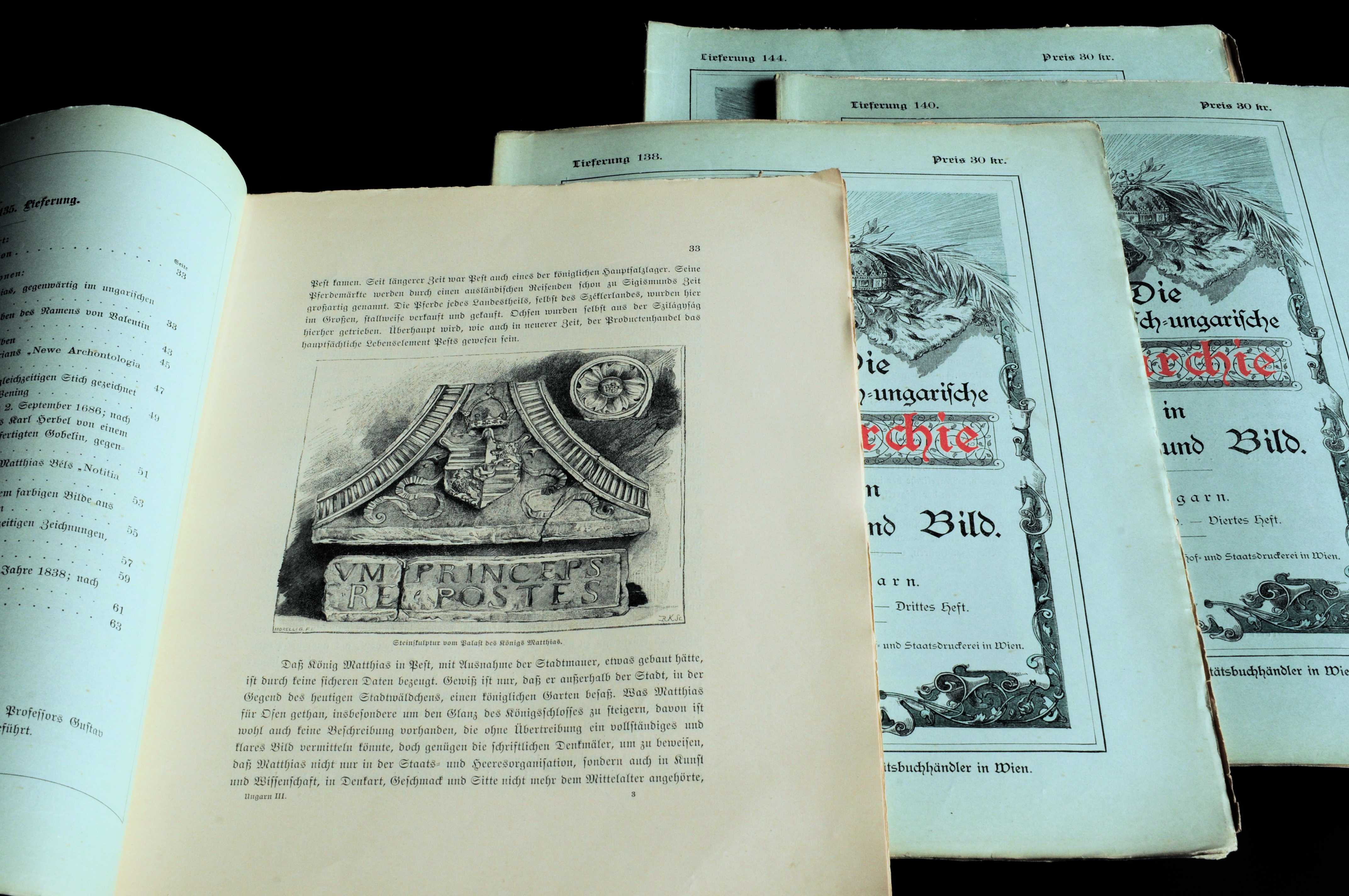
Lieferungen des 24-bändigen Kronprinzenwerkes mit Interimsumschlag von 1893, im Titel links oben die laufende Nummer, auf der Buchseite oben Textüberlauf, im Fuß des Textspiegels die Bogensignatur für die Buchbinderei

Lieferung heißt im Buchwesen ein Teil eines nach und nach im Druck erscheinenden Buches. Eine andere Bezeichnung ist „Heft“, eine ältere „Faszikel“. Die Teile eines Lieferungswerks werden nach Eingang des letzten Teils eines Bandes – zusammen mit der ebenfalls gelieferten Titelei und einer vom ausgebenden Verlag stammenden oder vom Abnehmer selbst gewählten Buchdecke – in einer Buchbinderei zu einem Buch verbunden.

## Zweck und Abwicklung
Der Zweck von Lieferungen ist die Publikation von bereits fertiggestellten Werkteilen, etwa für Nachschlagewerke oder umfangreiche Editionen, wenn die kompletten Bände in größerem zeitlichem Abstand publiziert werden. Ziele von Lieferungswerken sind daher Aktualität für den Abnehmer und Planungssicherheit für den Vertrieb eines Verlags. Ein Käufer musste sich oft zu einem Abnahmevertrag auf Subskriptionsbasis verpflichten. Es war üblich, die Zahl der Lieferungen, ihren Erscheinungsrhythmus sowie das Enddatum verbindlich festzulegen. Heute sind auch Einzelkäufe von Lieferungen möglich, und Gesamtabnahmen werden rabattiert. In Fachzeitschriften können auch einzelne Lieferungen rezensiert werden.

## Editorische Aspekte
Der Umfang der Lieferungen wird oft in einer Anzahl von Druckbögen angegeben. Ein Bogen hat meist einen drucktechnisch bedingten Umfang von 16 Seiten. Verbreitet sind Lieferungen von vier oder acht Bögen, also 64 oder 128 Seiten. Die Blätter können lose oder bereits geheftet sein. Ein Titelblatt kann Angaben zur Lieferung enthalten und beim Binden entfernt werden. Dies ist bei der Paginierung berücksichtigt. Zur Orientierung der Buchbinderei tragen Lieferungen am Fuße des Textspiegels der ersten Lagenseite in kleinerer Schrift die fortlaufende Bogensignatur. Typisch ist ein Textüberlauf von der vorigen zur nachfolgenden Lieferung. Erscheinen einzelne Lieferungen nicht aufeinander folgend, sondern je nach Fertigstellung mit Springnummern, ist eine sorgfältige Seitenplanung erforderlich.

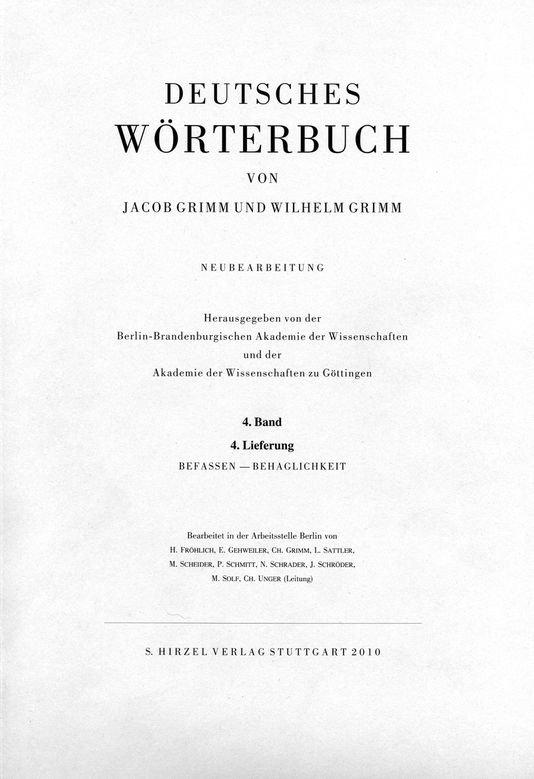
Titelblatt der Lieferung 4 zu Band 4 der Neubearbeitung von Grimms Deutschem Wörterbuch, 2010

## Lieferungswerke (Auswahl)

### Abgeschlossen
- Als erster Lieferungswerk der Druckgeschichte gilt Operationes de Psalmos von Martin Luther, 1519–1521. Luther gab die Bögen gleich nach der Niederschrift lagenweise in die Druckerei.[7]
- The Pencil of Nature von William Henry Fox Talbot, das erste mit Fotos bebilderte Buch, erschien in sechs Lieferungen von 1844 bis 1846. Die mitgelieferten Kalotypien waren von Hand einzukleben.
- Die erste Lieferung des Mittelhochdeutschen Handwörterbuchs von Matthias Lexer erfolgte bereits 1869, während als bibliografischer Erscheinungszeitraum des dreibändigen Werkes 1872 bis 1878 gilt.[8]
- Die 24 Bände der Enzyklopädie Die österreichisch-ungarische Monarchie in Wort und Bild, als „Kronprinzenwerk“ bekannt, erschienen in Wien zwischen 1886 und 1902 in 398 Lieferungen.
- Von den 16 Lieferungen zu Band XII/1 des Deutschen Wörterbuchs der Brüder Grimm erschien die erste 1886, die letzte 1956.[9]

### Nicht abgeschlossen
- Die erste Lieferung des Thesaurus Linguae Latinae, der Darstellung des lateinischen Wortschatzes, erfolgte 1900. Nach 188 Lieferungen in 122 Jahren (Stand: März 2022) gelten fast drei Viertel des Gesamtumfangs als bearbeitet.[10]
- Das Frühneuhochdeutsche Wörterbuch, erste Lieferung 1986, erscheint mit Lieferungen von 256 Seiten.
- Die Bände des Polnischen Biografischen Wörterbuches, die ohnehin alle zwei Jahre erscheinen, werden zudem in je vier Lieferungen pro Band veröffentlicht.[11]
- Der Basler Homer-Kommentar, seit 2000 erscheinend, bietet für jeden Gesang der Ilias zwei Faszikel, einen für Text und Übersetzung und einen für den Kommentar. Faszikel 1 des 1. Bandes (Erster Gesang) hat einen Umfang von 39 Seiten, Faszikel 2 einen von 213 Seiten. Manche Faszikel erscheinen in nicht textidentischen Auflagen.[12]

## Datierungsprobleme
Lieferungswerke können Erkenntnisverläufe verfälschen, wenn nicht das Jahr der Lieferung, sondern wie bibliografisch üblich nur das Erscheinungsjahr des Bandes angegeben wird. So erweiterten die Bearbeiter des Deutschen Wörterbuchs in einer Lieferung bereits 1877 die Familie europäischer Lachswörter um altenglisch leax. 1882, fünf Jahre später, ergänzte der Philologe Friedrich Kluge in einer Lieferung seines Etymologischen Wörterbuchs der deutschen Sprache die Wortfamilie um schottisch lax. Nach üblicher Zitation würde der Eintrag in Grimms Wörterbuch aber im zeitlichen Erscheinungsverlauf erst zwei Jahre nach demjenigen Kluges einzuordnen sein, denn der Grimm-Band lag erst 1885 vollständig vor, Kluges Wörterbuch war hingegen bereits 1883 komplett erschienen.

## Begriffe, fremdsprachige Bezeichnungen
Die Lieferung in kaufmännischer Bedeutung, die Übergabe einer Ware durch den Verkäufer an den Käufer, gilt auch für die „Lieferungen“ des Buchwesens. Der ebenfalls gebräuchliche Begriff Heft ist außerhalb des Buchwesens vor allem für unbedruckte Bögen mit festem Umschlag gebräuchlich. Anders als Zeitungen und Zeitschriften sind Lieferungswerke keine periodischen Druckschriften, weil sie ein in sich abgeschlossenes, mit der letzten Lieferung vollendetes Ganzes bilden. Eine Lieferung kann ein Loseblattwerk sein; eine Loseblattsammlung besteht hingegen aus einer Vielzahl einzelner, austauschbarer Blätter, meist in Aktenordnern, und erreicht mit neuen Lieferungen, die eingearbeitet werden müssen, Aktualität, ohne das ganze Werk neu drucken und binden zu müssen.
Die lateinische Fachbezeichnung lautet fasciculum („kleines Bündel“), abgekürzt fasc., die französische fascicle, die englische fascicle oder book installment.

## Rezeption
Im Rahmen der Documenta11 von 2002 in Kassel zeigte der Künstler Ecke Bonk in einer Installation die Bestandteile von Grimms Wörterbuch: die 380 Lieferungen der Erstausgabe, aus denen 17 Voll- bzw. 32 Teilbände entstanden, und die bis 2002 erschienenen 47 Lieferungen der Neubearbeitung.